# Стольхандске, Торстен
Торстен Стольхандске (швед. Torsten Stålhandske; 1 сентября 1593 — 21 апреля 1644) — шведский офицер XVII века. Участник Тридцатилетней войны.
Родился 1 сентября 1593 года в Борго, Финляндия. Его отец погиб, когда сыну было четыре года. Впоследствии мать вышла замуж за шотландского офицера Роберта Гутри. Через отчима юный Торстен познакомился с другим шотландским офицером, Патриком Рутвеном, который взял юношу с собой в Шотландию для участия в подготовке вторжения Густава Адольфа в Германию и Польшу в рамках Тридцатилетней войны.
В ходе похода в Польшу воевал в кавалерийском полку Арвида Горна. Некоторое время спустя служил подполковником в Ниландском кавалерийском полку. После завершения войны против Польши, активный участник войны в Германии. Участник сражений при Брейтенфельде (1631) и на реке Лех . В 1632 году произведён в полковники. В том же году участвовал в битве при Лютцене, где, действуя на правом крыле шведской армии, возглавлял финскую кавалерию.
Ранен при Гамелине в 1634 году.
В 1635 году произведён в генерал-майоры.
В 1636 году в битве при Виттштоке был одним из командиров отряда, посланного в обход позиций имперцев. Этот манёвр принёс шведам успех в сражении, причём финские кавалеристы захватили 35 знамён. Позднее участвовал в битве при Хемнице.
Для операций в Силезии в 1639 году впервые получил самостоятельное командование над пятитысячным отрядом. При этом у него возник конфликт со своим начальником, Юханом Банером. Последний обвинял Стольхандске в пассивности и нерешительности. По мнению биографа Стольхандске, Veli-Matti Syrjö, эти обвинения были лишены оснований, поскольку, действуя постоянно против серьёзно превосходящего противника, он не имел возможности действовать агрессивно.
Под началом Леннарта Торстенссона бился во второй битве при Брейтенфельде, где был серьёзно ранен. После выздоровления был произведён в генералы кавалерии. Впоследствии воевал в Моравии и Ютландии, где заболел и 21 апреля 1644 года скончался.
Был женат с 1643 года на Кристине Горн, дочери своего бывшего командира Арвида Горна. Детей не оставил.
Прах Торстена Стольхандске находится в кафедральном соборе города Турку.